# Chaîne (théorie des graphes)
Pour les articles homonymes, voir Chaîne.

Chaîne élémentaire simple

Dans un graphe non orienté, une chaîne reliant {\displaystyle x} à {\displaystyle y}, notée {\displaystyle \mu (x,y)}, est définie par une suite finie d'arêtes consécutives, reliant {\displaystyle x} à {\displaystyle y}.
La notion correspondante dans les graphes orientés est celle de chemin.

## Vocabulaire
Une chaîne élémentaire est une chaîne ne passant pas deux fois par un même sommet, c'est-à-dire dont tous les sommets sont distincts.
Une chaîne simple est une chaîne ne passant pas deux fois par une même arête, c'est-à-dire dont toutes les arêtes sont distinctes.
Un cycle est une chaîne simple dont les deux extrémités sont identiques.
Dans le cas des graphes non pondérés, longueur et poids d'une chaîne sont deux notions identiques car on attribue à toutes les arêtes le même poids, 1.
Cependant dans le cas d'un graphe pondéré, les poids des arêtes peuvent différer, on veillera donc à distinguer une chaîne de poids minimal d'une chaîne la moins longue, par exemple. 
La longueur d'une chaine est définie par le nombre d'arêtes qui la composent.